# Junior-VM i håndbold 1977 (mænd)
Juniorverdensmesterskabet i håndbold for mænd 1977 var det første junior-VM i håndbold for mænd, og turneringen med deltagelse af 21 hold afvikledes i Sverige i perioden 11. – 19. april 1977.
Turneringen blev vunder af Sovjetunionen, som i finalen besejrede Ungarn med 24-10. Bronzemedaljerne gik til Jugoslavien, som i bronzekampen vandt 24-21 over Spanien.

## Resultater
De 21 deltagende hold var inddelt i otte grupper med to eller tre hold i hver. I treholdsgrupperne spillede holdene en enkeltturnering alle-mod-alle, mens holdene i toholdsgrupperne spillede to kampe mod hinanden. De otte gruppevindere gik videre til kampene om placeringerne 1-8, holdene, der sluttede som nr. 2 i hver gruppe, spillede videre i kampene om 9.- til 16.-pladsen. De fem treere spillede om 17.- til 21.-pladsen

### Indledende runde

#### Gruppe A
| Dato | Kamp                 | Res.  |
| ---- | -------------------- | ----- |
| 11-4 | Østtyskland – Sovjet | 21–15 |
| 13-4 | Sovjet – Østtyskland | 23–19 |

| Gruppe        | Kampe | Mål   | Point |
| ------------- | ----- | ----- | ----- |
| Sovjetunionen | 2     | 40-38 | 2     |
| Østtyskland   | 2     | 38-40 | 2     |

#### Gruppe B
| Dato | Kamp               | Res.  |
| ---- | ------------------ | ----- |
| 11-4 | Danmark – Marokko  | 27–18 |
| 12-4 | Rumænien – Marokko | 29–60 |
| 13-4 | Danmark – Rumænien | 16–15 |

| Gruppe   | Kampe | Mål   | Point |
| -------- | ----- | ----- | ----- |
| Danmark  | 2     | 43-33 | 4     |
| Rumænien | 2     | 44-22 | 2     |
| Marokko  | 2     | 24-56 | 0     |

#### Gruppe C
| Dato | Kamp                 | Res.  |
| ---- | -------------------- | ----- |
| 11-4 | Jugoslavien – Kuwait | 32–13 |
| 13-4 | Kuwait – Jugoslavien | 15–27 |

| Gruppe      | Kampe | Mål   | Point |
| ----------- | ----- | ----- | ----- |
| Jugoslavien | 2     | 59-28 | 4     |
| Kuwait      | 2     | 28-59 | 0     |

#### Gruppe D
| Dato | Kamp              | Res.  |
| ---- | ----------------- | ----- |
| 11-4 | Schweiz – Sverige | 21–22 |
| 12-4 | Norge – Sverige   | 17–23 |
| 13-4 | Schweiz – Norge   | 16–15 |

| Gruppe  | Kampe | Mål   | Point |
| ------- | ----- | ----- | ----- |
| Sverige | 2     | 45-38 | 4     |
| Schweiz | 2     | 37-37 | 2     |
| Norge   | 2     | 32-29 | 0     |

#### Gruppe E
| Dato | Kamp                     | Res.  |
| ---- | ------------------------ | ----- |
| 11-4 | Tjekkoslovakiet – Israel | 22–17 |
| 12-4 | Ungarn – Israel          | 21–16 |
| 13-4 | Ungarn – Tjekkoslovakiet | 17–14 |

| Gruppe          | Kampe | Mål   | Point |
| --------------- | ----- | ----- | ----- |
| Ungarn          | 2     | 38-30 | 4     |
| Tjekkoslovakiet | 2     | 36-34 | 2     |
| Israel          | 2     | 33-43 | 0     |

#### Gruppe F
| Dato | Kamp                  | Res.  |
| ---- | --------------------- | ----- |
| 11-4 | Frankrig – Madagaskar | 38–15 |
| 12-4 | Spanien – Madagaskar  | 44–30 |
| 13-4 | Spanien – Frankrig    | 17–11 |

| Gruppe     | Kampe | Mål   | Point |
| ---------- | ----- | ----- | ----- |
| Spanien    | 2     | 61-14 | 4     |
| Frankrig   | 2     | 49-32 | 2     |
| Madagaskar | 2     | 18-82 | 0     |

#### Gruppe G
| Dato | Kamp                  | Res.  |
| ---- | --------------------- | ----- |
| 11-4 | Vesttyskland – Østrig | 24–90 |
| 13-4 | Østrig – Vesttyskland | 13–14 |

| Gruppe       | Kampe | Mål   | Point |
| ------------ | ----- | ----- | ----- |
| Vesttyskland | 2     | 38-22 | 4     |
| Østrig       | 2     | 22-38 | 0     |

#### Gruppe H
| Dato | Kamp               | Res.  |
| ---- | ------------------ | ----- |
| 11-4 | Holland – Tunesien | 19–15 |
| 12-4 | Polen – Tunesien   | 33–15 |
| 13-4 | Polen – Holland    | 28–14 |

| Gruppe   | Kampe | Mål   | Point |
| -------- | ----- | ----- | ----- |
| Polen    | 2     | 61-28 | 4     |
| Holland  | 2     | 33-43 | 2     |
| Tunesien | 2     | 29-52 | 0     |

### Hovedrunde
I hovedrunden samledes de otte gruppevindere fra den indledende runde i gruppe I og II. I hver gruppe spillede holdene en enkeltturnering alle-mod-alle, og de to gruppevindere kvalificerede sig til finalen. De to toere gik videre til bronzekampen, mens treerne gik videre til placeringskamp om femtepladsen. Endelig måtte de to firere tage til takke med at spille om syvendepladsen.
De otte gruppetoere blev samlet i gruppe III og IV. I hver gruppe spillede holdene en enkeltturnering alle-mod-alle, og alt efter placeringerne i grupper, kvalificerede holdene sig til placeringskampene om 9.- til 16.-pladsen.
Dem fem gruppetreere spillede videre i gruppe V og VI, samt i placeringskampene om 17.- til 21.-pladsen.

#### Gruppe I
| Dato | Kamp                    | Res.  |
| ---- | ----------------------- | ----- |
|      | Sovjet – Danmark        | 34–18 |
|      | Jugoslavien – Sverige   | 23–20 |
|      | Sovjet – Jugoslavien    | 16–12 |
|      | Sverige – Danmark       | 25–19 |
|      | Jugoslavien – Danmark   | 26–19 |
|      | Sovjetunionen – Sverige | 31–19 |

| Gruppe        | Kampe | Mål   | Point |
| ------------- | ----- | ----- | ----- |
| Sovjetunionen | 3     | 81-49 | 6     |
| Jugoslavien   | 3     | 61-55 | 4     |
| Sverige       | 3     | 64-73 | 2     |
| Danmark       | 3     | 56-85 | 0     |

#### Gruppe II
| Dato | Kamp                   | Res.  |
| ---- | ---------------------- | ----- |
|      | Ungarn – Spanien       | 14–14 |
|      | Vesttyskland – Polen   | 16–16 |
|      | Vesttyskland – Ungarn  | 16–12 |
|      | Polen – Spanien        | 24–23 |
|      | Spanien – Vesttyskland | 21–18 |
|      | Ungarn – Polen         | 26–19 |

| Gruppe       | Kampe | Mål   | Point |
| ------------ | ----- | ----- | ----- |
| Ungarn       | 3     | 52-49 | 3     |
| Spanien      | 3     | 58-56 | 3     |
| Vesttyskland | 3     | 50-49 | 3     |
| Polen        | 3     | 59-65 | 3     |

#### Gruppe III
| Dato | Kamp                   | Res.  |
| ---- | ---------------------- | ----- |
|      | Schweiz – Kuwait       | 40–15 |
|      | Østtyskland – Rumænien | 21–21 |
|      | Østtyskland – Kuwait   | 43–14 |
|      | Rumænien – Schweiz     | 25–16 |
|      | Østtyskland – Schweiz  | 30–13 |
|      | Rumænien – Kuwait      | 38–16 |

| Gruppe      | Kampe | Mål     | Point |
| ----------- | ----- | ------- | ----- |
| Østtyskland | 3     | 94-48   | 5     |
| Rumænien    | 3     | 84-53   | 5     |
| Schweiz     | 3     | 69-70   | 2     |
| Kuwait      | 3     | 045-121 | 0     |

#### Gruppe IV
| Dato | Kamp                   | Res.  |
| ---- | ---------------------- | ----- |
|      | Østrig – Holland       | 13–12 |
|      | Tjekkoslov. – Frankrig | 24–20 |
|      | Tjekkoslov. – Østrig   | 28–15 |
|      | Frankrig – Holland     | 26–18 |
|      | Tjekkoslov. – Holland  | 19–13 |
|      | Frankrig – Østrig      | 17–15 |

| Gruppe          | Kampe | Mål   | Point |
| --------------- | ----- | ----- | ----- |
| Tjekkoslovakiet | 3     | 71-48 | 6     |
| Frankrig        | 3     | 63-57 | 4     |
| Østrig          | 3     | 43-57 | 2     |
| Holland         | 3     | 43-58 | 0     |

#### Gruppe V
| Dato | Kamp            | Res.  |
| ---- | --------------- | ----- |
|      | Marokko – Norge | 12–22 |
|      | Norge – Marokko | 23–12 |

| Gruppe  | Kampe | Mål   | Point |
| ------- | ----- | ----- | ----- |
| Norge   | 2     | 45-24 | 4     |
| Marokko | 2     | 24-45 | 0     |

#### Gruppe VI
| Dato | Kamp                | Res.  |
| ---- | ------------------- | ----- |
|      | Israel – Madagaskar | 43–19 |

| Gruppe     | Kampe           | Mål             | Point           |
| ---------- | --------------- | --------------- | --------------- |
| Israel     | 1               | 43-19           | 2               |
| Madagaskar | 1               | 19-43           | 0               |
| Tunesien   | Diskvalificeret | Diskvalificeret | Diskvalificeret |

### Placerings- og finalekampe
| Dato                | Kamp                      | Res.                |
| Kamp om 19.-pladsen | Kamp om 19.-pladsen       | Kamp om 19.-pladsen |
| ------------------- | ------------------------- | ------------------- |
|                     | Marokko – Madagaskar      | 38–23               |
| Kamp om 17.-pladsen |                           |                     |
|                     | Israel – Norge            | 20–18               |
| Kamp om 15.-pladsen |                           |                     |
|                     | Holland – Kuwait          | 23–17               |
| Kamp om 13.-pladsen |                           |                     |
|                     | Schweiz – Østrig          | 23–15               |
| Kamp om 11.-pladsen |                           |                     |
|                     | Rumænien – Frankrig       | 28–20               |
| Kamp om 9.-pladsen  |                           |                     |
|                     | Østtyskland – Tjekkoslov. | 23–21               |
| Kamp om 7.-pladsen  |                           |                     |
|                     | Polen – Danmark           | 18–17               |
| Kamp om 5.-pladsen  |                           |                     |
|                     | Vesttyskland – Sverige    | 21–19               |
| Bronzekamp          |                           |                     |
|                     | Jugoslavien – Spanien     | 24–21               |
| Finale              |                           |                     |
|                     | Sovjetunionen – Ungarn    | 24–10               |

| Samlet rangering | Samlet rangering |
| ---------------- | ---------------- |
| Guld             | Sovjetunionen    |
| Sølv             | Ungarn           |
| Bronze           | Jugoslavien      |
| 4.               | Spanien          |
| 5.               | Vesttyskland     |
| 6.               | Sverige          |
| 7.               | Polen            |
| 8.               | Danmark          |
| 9.               | Østtyskland      |
| 10.              | Tjekkoslovakiet  |
| 11.              | Rumænien         |
| 12.              | Frankrig         |
| 13.              | Schweiz          |
| 14.              | Østrig           |
| 15.              | Holland          |
| 16.              | Kuwait           |
| 17.              | Israel           |
| 18.              | Norge            |
| 19.              | Marokko          |
| 20.              | Madagaskar       |

### Medaljevindere
| Guld          | Sølv   | Bronze      |
| ------------- | ------ | ----------- |
| Sovjetunionen | Ungarn | Jugoslavien |
| [[]]          | [[]]   | [[]]        |